# Metrobudivnykiv (métro de Dnipro)
Metrobudivnykiv – ou Метробудівників en ukrainien – est une station de métro à Dnipro, en Ukraine. Siturée sur la seule ligne du métro de Dnipro, entre Metalurhiv à l'ouest et Vokzalna à l'est, elle est ouverte depuis le 29 décembre 1995.